# 杨景尧
杨景尧（1923年—），河南长葛后河镇人，教育慈善家。1923年，他出生于长葛的一个书香世家。1947年，他去西安加入了国民政府部队。1948年随部队去了台湾。1962年，作为国军空军军官退役后定居台中市，靠经营影剧院积累了一些资金。1989年，66岁的他回到家乡后河，与阔别41年的妻子、女儿和儿子团聚。1990年他出资120万美元，在后河镇建起了一所中学——淑君中学，以彰显其妻孔淑君奉养双亲、抚育子女的懿德。1992年，放弃移居加拿大的机会，从台湾回到长葛定居。1995年，他出资30万元设立“杨景尧文教基金会”。2006年3月，基金会更名为“长葛市杨景尧文教促进会”，注册资金563万元。据统计，基金会成立20年来已捐赠约1700万元，共资助长葛籍600多名学生攻读大学和硕士、博士研究生。